# Ákos Barcsay
Ákos Barcsay de Nagybarcsa (1619 - 1661) was vorst van Zevenburgen van 1658 tot 1660.
Hij was de zoon van Sándor Barcsay en werd op 7 oktober 1658 door de Ottomanen aangesteld tot vorst van Zevenburgen tegen George II Rákóczi. In diskrediet gebracht werd hij door zijn eigen onderdanen afgezet op 31 december 1660. Het jaar erop stierf hij in Kozmatelke in het comitaat Kolozs.